# Nadab en Abihu

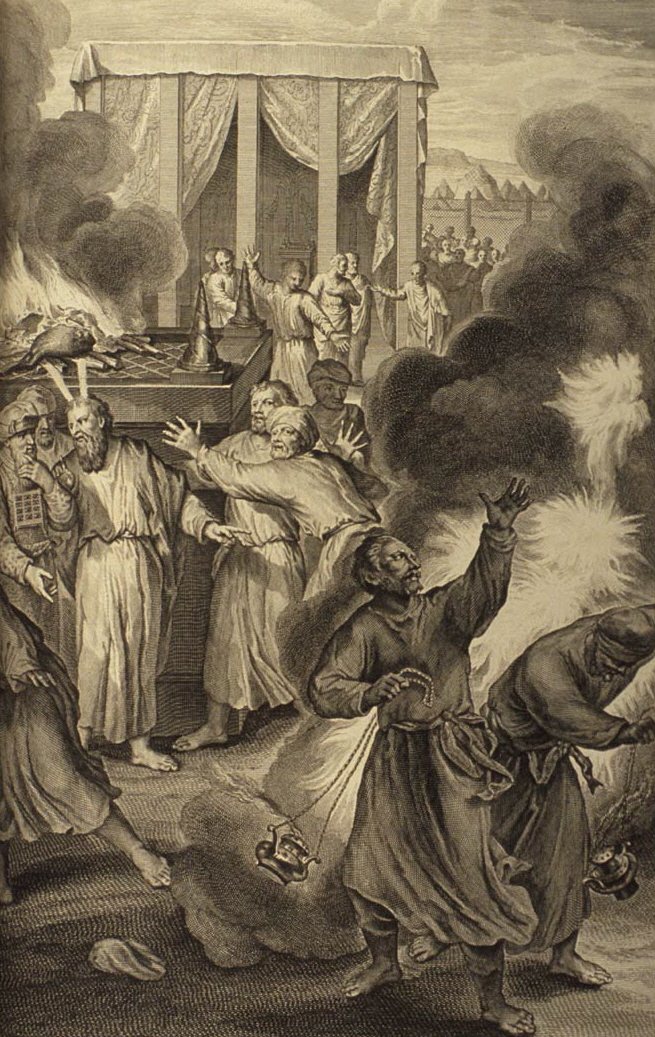
Nadab en Abihu verteerd door het vuur, gravure van Gerard Hoet, Den Haag 1728.

Nadab (Hebreeuws: נדב) en Abihu (Hebreeuws: אביהוא) waren volgens het Bijbelboek Numeri 26:60 respectievelijk de oudste en de tweede zoon van Aäron. Zij werden samen met hun vader, op het aanwijzen van God, aangesteld en gezalfd tot priester. Aäron was de hogepriester. Beide broers waren bestemd om hun vader te assisteren bij de eredienst voor God.
Die eredienst was door God aan Mozes beschreven, de plaats waar de dienst moest gebeuren, de kleding van de priesters, wat er moest geofferd worden en hoe dat moest gebeuren, het was allemaal tot in het kleinste detail voorgeschreven.
In het Bijbelboek Leviticus 1:1 tot 7:38 worden de offers die moeten worden gebracht gedetailleerd omschreven. Het boek gaat verder met het verhaal van de zalving van Aäron en zijn zonen.

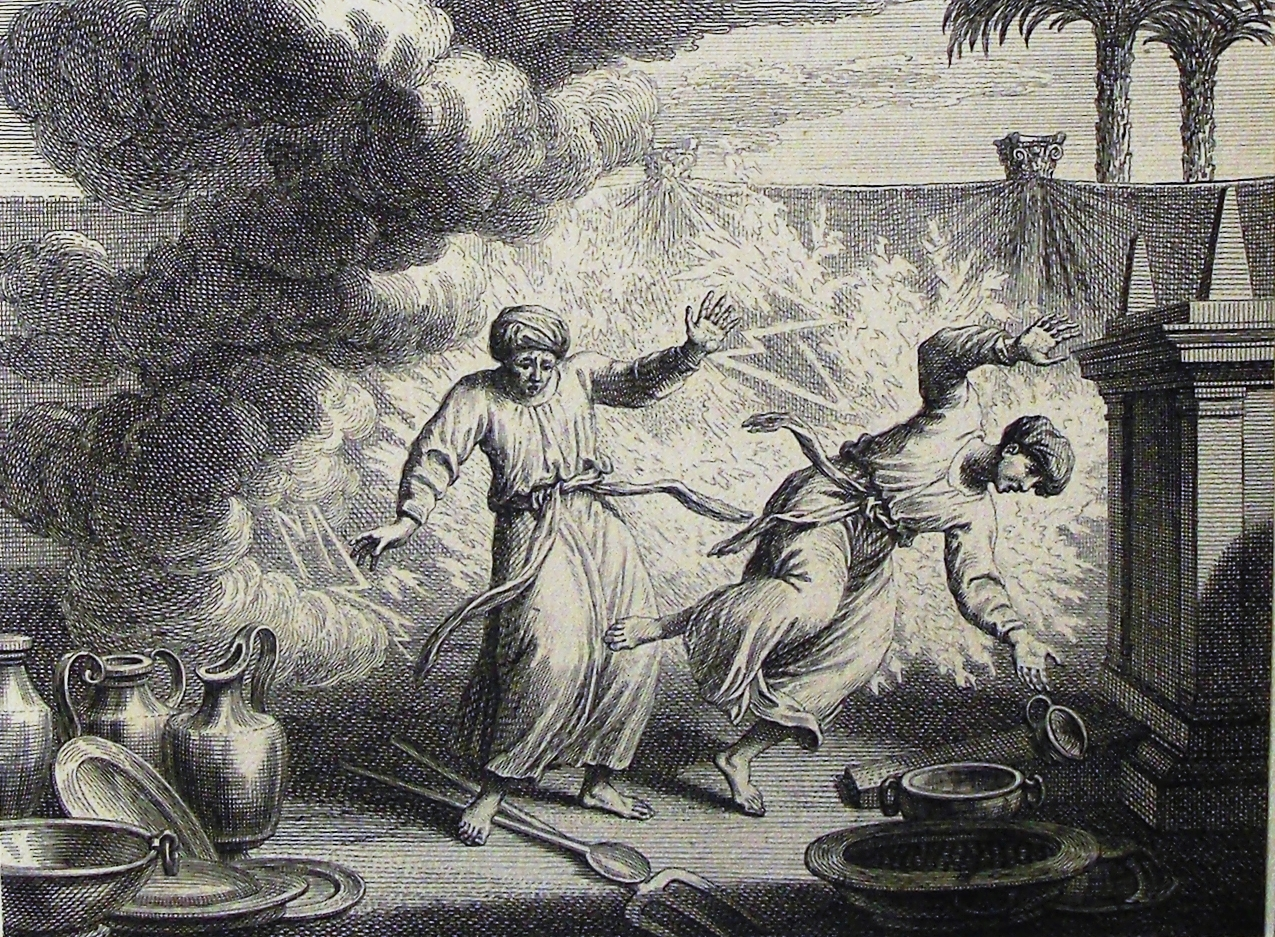
De dood van Nadab en Abihu - Illustratie uit de Phillip Medhurst Collection of Bible illustrations te St. George’s Court, Kidderminster, Engeland

Het verhaal in Leviticus 10 vermeldt vervolgens hoe Nadab en Abihu gedood werden door God, omdat hij misnoegd was om het offer dat zij brachten op het reukaltaar. Waarom het reukoffer niet werd aanvaard door God wordt niet specifiek vermeld in het verhaal in de Bijbel, maar in Leviticus 10:9 krijgt Aäron van God de instructie om geen alcohol te gebruiken als hij de tabernakel binnenkomt. Het is dus mogelijk dat Nadab en Abihu dit wel hadden gedaan. Een andere mogelijkheid is dat het 'vreemde vuur' dat ze gebruikten niet afkomstig was van het koperen altaar. In Leviticus 16:12 wordt beschreven dat tijdens de zalving van de tabernakel vuur van dit altaar werd gebruikt om op het reukaltaar te leggen. Mogelijk was dit een algemeen voorschrift. De twee priesters hadden geen zonen, dus de gehele joodse priesterschap zou uit nakomelingen van Eleazar en Itamar komen te bestaan.
De twee jongere zonen van Aäron, Eleazar en Ithamar worden vervolgens, ter vervanging van hun broers, als priester aangesteld. Daarbij legt Mozes aan Aäron en zijn zoons het verbod op om over Nadab en Abihu te rouwen. Het volk mocht daarentegen wel de broers bewenen.